# Phaeotabanus fervens
Phaeotabanus fervens är en tvåvingeart som först beskrevs av Carl von Linné 1758.  Phaeotabanus fervens ingår i släktet Phaeotabanus och familjen bromsar. Inga underarter finns listade i Catalogue of Life.